# المفجر (القفر)

تعديل مصدري - تعديل

المفجر محلة تابعة لقرية مدحج السافل، التابعة لعزلة مدحجين بمديرية القفر إحدى مديريات محافظة إب في الجمهورية اليمنية، بلغ تعداد سكانها 25 حسب تعداد اليمن لعام 2004.